# 横山宏
横山 宏（、1956年〈昭和31年〉6月15日 - ）は、日本のイラストレーター、モデラー。福岡県北九州市出身。北九州市立前田小学校卒。中学校・高校名は未公表。武蔵野美術大学日本画科卒。代表作に1982年発表の『SF3D』、のちに改名され『マシーネンクリーガー（S.F.3.Dオリジナル）』がある。
日本SF作家クラブ会員だったが、2024年11月現在は会員名簿に名前がない。

## 概略
SF小説の挿絵や映画・ゲーム・玩具のメカデザイン、CMデザイン・立体物を数多く手掛けている。
初期はペン画と水彩が主な作風だったが近年はMac上でソフト「Painter」を使った重厚なタッチの作品が多い。
かつて日本SF作家クラブに在籍しており、SF作家クラブが与える「日本SF大賞」のトロフィーは横山の手によってサイバーパンク調の女性像が製作されていた。また、朝日新聞が1997年に創設した「手塚治虫文化賞」の鉄腕アトムをモチーフとした賞牌も横山の手によるもの。口癖は「～するとええよ」、または「いいでしょ」。

## 略歴
大学在学中より画家・合田佐和子のアシスタントとして寺山修司の映画作品に参加。モデラーやイラストレーター、デザイナーとして活動し、模型雑誌『月刊ホビージャパン』にて模型フォトストーリー『S.F.3.D.』を連載。

## 作風
モデラー/造形作家としてもオリジナリティ溢れる作品を多数世に送り出しており、イラストと模型を中心にボーダーレスに活躍している。
想像上のロボット等をまるで存在するかのように仕上げる横山の高い塗装・工作技術は長い模型歴に裏打ちされたものである。また、模型の表現手段として『サンダーバード』、『スター・ウォーズ』に登場する撮影用プロップを製作する際に用いられたパーツ・コラージュと同様の手法（ミキシングビルド）を多用する。既存の車、ガンダム等の市販プラモデルの各パーツや、接着可能なスチロール製各種ケースなどを使用し、独自の作品を作り上げる。また、製作時期によっては、バキュームフォームを使用して作り上げた外装類を多用している。作品の多くが卵型（もしくはそれに近い形）であるのは「人間がものを見たときに一番安心するのが卵型だから」というこだわりによるもの。
曲面マニアでもあり、造形に使えそうなプラパーツでは様々な曲面をもつものを普段から収集、随時作品に使用している。曲面パーツ収集にこだわる理由は「直線はプラ板から切り出すだけで作れるから（本人談）」 また、デザイン自体の工程も唯一無二の方法をとる。ラフイラスト、パーツなどから触発されると、イラストを描きつつ、このアイテムを立体に仕上げる際にはどうやって作るかを考えて描き、実際に立体を製作する。次にそれをふまえて再度イラストを仕上げ、まとめると、今度はそのイラストを見ながら立体作品を完成させる。そして最後にその完成品を見ながらイラストも完成させる（その間デザイン自体の検証が行なわれる）。こういったイラストレーターであり、モデラーであるからこそ可能となる2D>3Dのデザインの行き来が、魅力的な作品を生む秘密といえる。アカデミックな美術知識を模型に悪用（本人談）したのも日本では横山が初めてであり、従来の経験則からのみ製作し続けてきた雑誌作例模型とは一線を画す。また、アクリル塗料、ソフトウェア「Painter」、ラッカー系塗料と、画材が違うにもかかわらず、イラスト作品、立体作品ともに同様の彩色ができるというのも他に類を見ない作家としての特徴である。

## マシーネンクリーガー
代表作のひとつ『マシーネンクリーガー』は、横山がデザインし、自ら造形したオリジナルSF兵器軍を使い、リアプロダクション撮影、多重露光、デジタル合成、そして横山本人の加える画像調整とエフェクトを経て作られた戦場写真を製作、そこに見る側の想像を刺激する「ストーリー」が加えられたいわゆる「フォトストーリー」という技法を発明し、模型界に新しい表現を持ち込んだ。そのため「ストーリーを感じさせる模型」が主役であり、ストーリー自体は、大きな流れを構築された上に成り立っているわけでないのも特徴。雑誌連載時は戦場での兵士一個人からみた戦場が語られ、書籍化される際に、大きな歴史が語られるというのが形式化している。そのため「まず模型ありき」という作品性格が形成されており、カルトな人気を生み出す結果ともなっている。
雑誌主導の企画連載であって、テレビアニメ等のメディア展開がほとんどされていないのにもかかわらず20年以上熱狂的なファンによって支えられ、未だに20年以上前に産み出されたロボットデザインが新規のファンを増やし続けるという驚異的な歴史を持つ。そのファン層の厚さから、かつて横山にあこがれた少年達が成人した後、自身のゲーム作品のデザイナーとして横山を起用するようになる事まである。
横山は旧SF3Dの企画当初からロボットデザイン、模型製作のほぼ全てを担当している。海外にも熱狂的なファンがおり、『マシーネンクリーガー』（NITTO版）のプラモデルキットは常にプレミア価格で取引される。また毎年春と夏に開催されるワンダーフェスティバルでは数多くのディーラーが横山のオリジナルモデルを可能な限り再現したガレージキットを販売し、人気ブースの一つになっている。最近では、横山がデザインしたものを、一般原型師でありながらもファンであるスタッフが製作し、横山が監修するというファクトリースタイルをとることもある。
「マシーネンクリーガー」と呼ばれる商品名も　裁判以前は、「SF3D」という商標でホビージャパン社より展開される企画のひとつだった。裁判とは、ホビージャパン社と横山との間で、「SF3D」と呼ばれる商品に対しての意匠権と商品化権を巡り5年の長きに渡って争われたもので、1999年に和解が成立し、SF3D=マシーネンクリーガーは同社と横山との共同著作であると認められる事になった。すべてのデザインが横山に帰属することも同意がなされている。
ちなみに「SF3D」の読み方に関しては、ホビージャパン連載当時の社長の命名で「エスエフサンデー」が正式名だが、横山自身はこの「サンデー」という読み方を嫌っていた。そこで、あえて「スリィーディー」という嘘の呼び方をして、これを読者に浸透させたという経緯を、「SF3D」誕生から25年後に告白した。

## 人柄
作風だけにとどまらず、親しみやすく明朗で豪快な人柄に惚れるファンは多い。包み隠しの無いストレートな発言が多いが、ユーモアやフォローを忘れない点も魅力であり芸風となっている。自身の作品のファンを大切にすることでも有名で、インターネット黎明期においてファンの開設するホームページに突然未発表の作品を送るなどお茶目でサプライズ好きなところもある。またサッカー歴は高校時代にまで遡り、50歳を過ぎてからも現役で草サッカーをプレイしている。根は体育会系である。
昔からアルファロメオを愛車としており、アルフェスタ（アルフィスタ）としても有名である。いくつかのアルファを描いた作品も存在する。実は実際の兵器への興味は薄く、実機よりもその模型に対して多大な情熱を注ぐ模型ファンでもある。なお、『マシーネンクリーガー』名義で初となる作品・設定集である『マシーネンクリーガー　Vol.1 クロニクル＆エンサイクロペディア』ではその推薦文執筆を当時のナイキ米国本社社長、マーク・パーカーが引き受けるなど、幅広い交友関係で知られる。

## エピソード
ゼネラルプロダクツの岡田斗司夫からの紹介で映画『ゴジラvsビオランテ』（1989年）に登場するスーパーX2のデザインコンペに参加し採用されたほか、脚本の描写から膨らませたサンダーコントロールシステムや予定にない92式メーサー戦車などのデザインも行った。しかし、横山はメーサー戦車のデザイン使用料を別途求めていたが、連絡のないまま造形物が作られており、岡田の仲介のもと製作の田中友幸と交渉に及んだが、横山が脚本へのダメ出しを行ったため田中が激昂し、スタッフから外されることとなった。その後、横山が特技監督の川北紘一に直談判し、クレジットに横山の名が掲載された。しかし、その後もゴジラシリーズでは横山の許諾なくメーサー戦車の派生メカが登場している。横山は、この経験から以後の仕事ではエージェントを介して交渉を行っている。一方で、後年のインタビューでは子供のころに憧れていた東宝特撮作品に名前が載ったことは凄いことであり、川北には生意気なことを言って申し訳なかったと語っている。横山は試写会に呼ばれなかったため、作品自体は後年にテレビで観たという。